# لوكاس ماتوس مارتينز
لوكاس ماتوس مارتينز (17 يناير 1997 بالبرازيل - ) هو لاعب كرة قدم برازيلي في مركز الوسط. لعب مع نادي فلامورتاري فلوره.

## وصلات خارجية
- لوكاس ماتوس مارتينز على موقع قاعدة بيانات كرة القدم.إي يو (الإنجليزية)
- لوكاس ماتوس مارتينز على موقع Soccerway.com (الإنجليزية)